# Raba (rivière)
Pour les articles homonymes, voir Raba.
La Raba est une rivière du sud de la Pologne, affluent de la Vistule. 

## Géographie
Elle traverse la province de Petite-Pologne, dont 86 % sont situés dans les Carpates.
Pendant des siècles, elle était une grande artère, elle a été prise en charge par les villages, aménagée par les villes.
Le nom Raba a probablement une étymologie celtique.

## Hydrographie
Le cours est divisé en trois parties principales :
- un torrent rapide dans les Beskides d'une longueur de 60 km et une pente moyenne de 8,5 ‰ ;
- un cours moyen au sein de la vallée d'une longueur de 34 km et une pente moyenne de 2,3 ‰ ;
- un cours d'eau lent au sein du bassin de Sandomierz, d'une longueur de 43 km et une pente moyenne de 0,6 ‰.

Elle prend sa source au col de Sieniawska à environ 750 m d'altitude, et est également alimentée par les flux s'écoulant à partir de Zeleznice dans les Beskides d'Orawa-Podhalańskie, les montagnes Rabski et Obidowej. Elle rejoint la Vistule en rive droite près d'Uście Solne après 134,7 km de cours. La surface de son bassin versant est de 1 537,1 km2 pour une longueur totale de 131,9 kilomètres.
De la source à Myślenice, l'eau de la rivière est généralement montagneuse avec le fond rocheux avec un réseau dense d'affluents d'eau de pluie et de vallées étroites. Ci-dessous le réservoir de Dobczyce (barrage dans Dobczyce) afin de faire valoir ses caractéristiques montagneuses, sinueuses, on y retire aussi le substrat de gravier.
Le bassin fluvial dominé par les terres agricoles et forêts, couvre environ 43 % de la superficie. Le cours d'eau progresse dans une vallée étroite dans le nord-est, en passant Wyzna Raba, Chabówka et Rabka. Ici, le fond de la vallée se compose de deux terrasses, les plaines inondables et rędzinowa, le terrain est environ 4 m au-dessus de la rivière.
Le bassin de la Raba est alimenté dans le comté de Lima principalement par la rivière Mszanka et l'affluent Kasinianka. Le débit moyen annuel du bassin de Raba est de 4,26 m3/s.

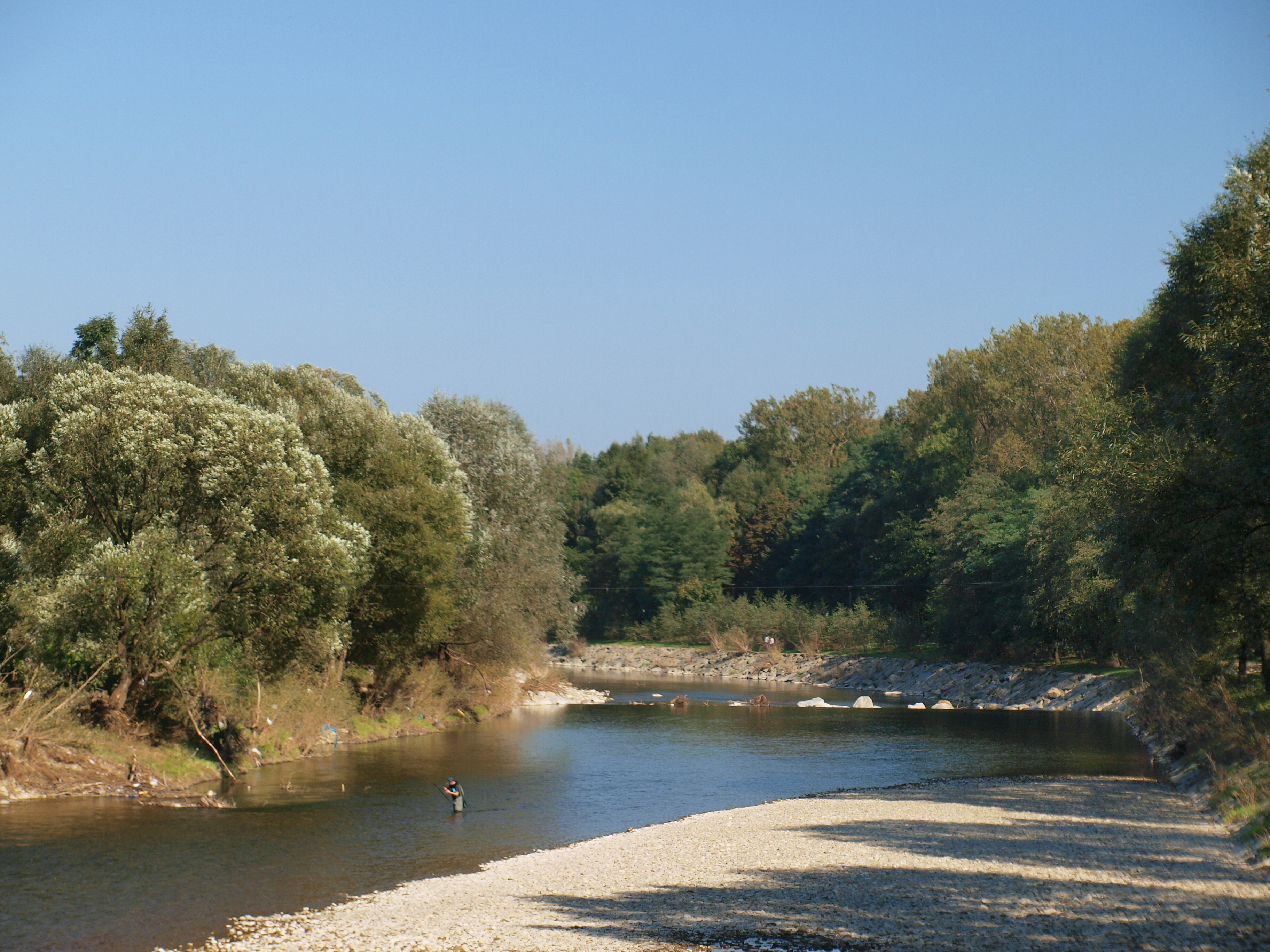
La Raba à Myślenice.
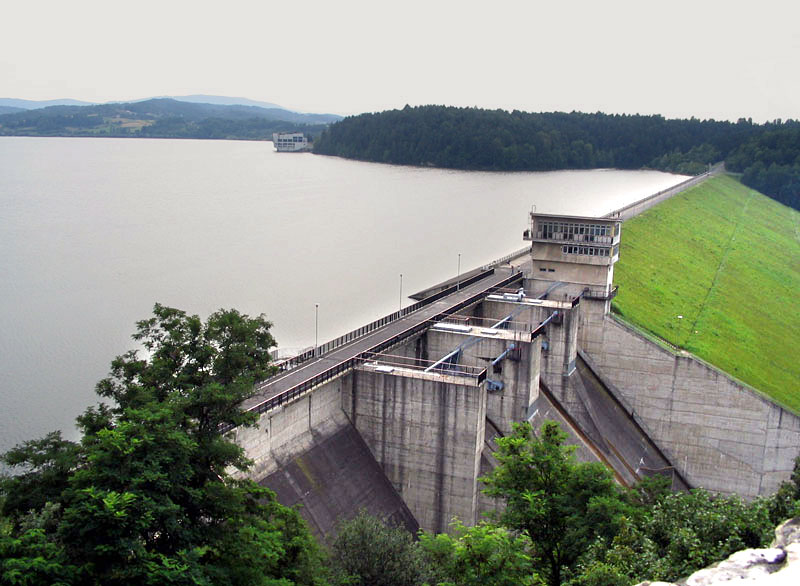
Zbiornik Dobczycki - Le barrage hydroélectrique de Dobczyce.
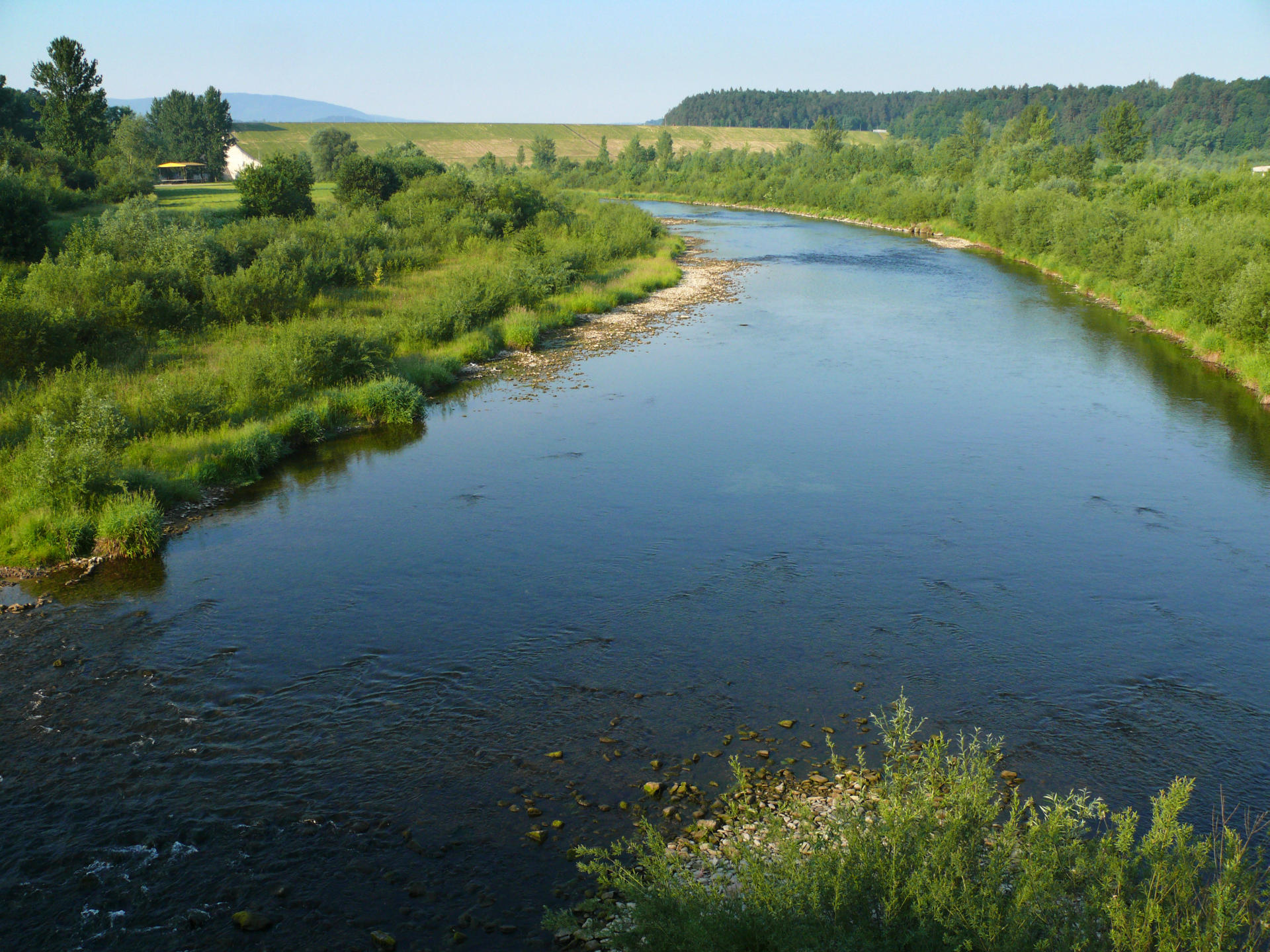
La Raba à Dobczyce.

## Divers
La coutume veut que l'on se plonge dans les eaux de la Raba pour soigner les cancers. Pendant les années soixante-dix, dans les lacs et les méandres, entre Pcimiem et Lubnia, on pouvait croiser des tortues de boue.